# San Martino di Lupari
San Martino di Lupari (velenceiül San Martin de Łùpari) település Olaszországban, Veneto régióban, Padova megyében. Lakosainak száma 13 209 fő (2023. január 1.). San Martino di Lupari Castelfranco Veneto, Castello di Godego, Loreggia, Loria, Rossano Veneto, Santa Giustina in Colle, Tombolo, Villa del Conte és Galliera Veneta községekkel határos.

## Népesség
A település lakossága az elmúlt években az alábbi módon változott:
| Lakosok száma | 13 164 | 13 104 | 13 209 |
|               | 2017   | 2018   | 2023   |